# 科雷克申維爾 (愛荷華州)
科雷克申維爾（英語：Correctionville）是一個位於美國愛荷華州伍德伯里縣的城市。

## 地理
科雷克申維爾的座標為42°28′36″N 95°47′05″W / 42.47667°N 95.78472°W，而該地的平均海拔高度為343米（即1125英尺）。

## 人口
根據2010年美國人口普查的數據，科雷克申維爾的面積為1.48平方千米，當中陸地面積為1.48平方千米，而水域面積為0.00平方千米。當地共有人口821人，而人口密度為每平方千米554人。